# Vin Fiz Flyer
Vin Fiz Flyer byl letoun, na kterém byl uskutečněn první přelet USA. Ve skutečnosti se jednalo o Wright Model EX, jen s jiným názvem, protože přelet financovala společnost Vin Fiz. Stroj havaroval dne 3. dubna na jedné pacifické pláži, a v troskách letounu zahynul i jeho pilot Rogers P. Calbraith.

## Vznik
V roce 1911 nechal americký milionář William Randolph Hearst vyhlásit soutěž o první přelet Spojených států amerických s výhrou 50 000 dolarů. Do soutěže se zapojil Rogers P. Calbraith, který získal jako sponzora společnost Vin Fiz vyrábějící šumivá vína. Od bratří Wrightů si nechal vyrobit letoun Wright Model EX, který měl nekrytou kabinu, byl poháněn jedním šestiválcovým motorem, který přenášel energii na tažné vrtule. Stroj se ovládal pomocí dvou pák, které roztáčely řetězy od jízdního kola, které byly převedeny na všechny důležité části letadla. Letoun měl i směrovku a výškovku. Jeho délka byla 8,53 m, rozpětí křídel bylo 9,75 m, a hmotnost činila 567 kg.

## Přelet USA a havárie
Dne 17. září letoun poprvé vzlétl z letiště u zálivu Sheepshead. Za celou dobu letu se stalo 15 havárií, a při přistání v Pasadeně v Kalifornii z něj zbývaly jen vzpěry, motor a směrovka. Letoun přeletěl USA za 49 dní, ale odměnu Rogers nedostal, protože přiletěl po termínu. Společnost Vin Fiz mu ale za každou míli dávala pět dolarů. Konečný rozpočet Rogerse tedy činil  21 605 dolarů, přičemž uletěl 4 321 mil, tedy 6 957 km; 3. dubna 1912 však zemřel při havárii letounu na jedné pacifické pláži.